# Enrique Camarena

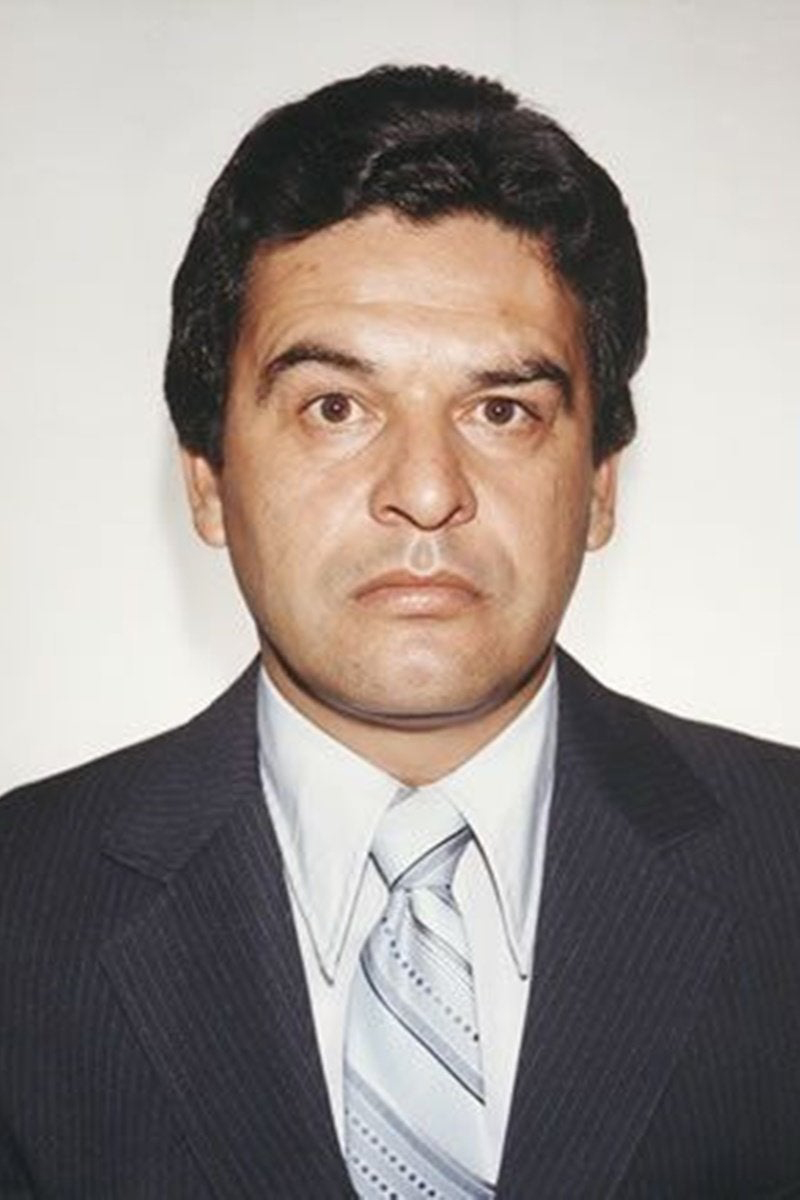
Enrique Camarena

Enrique „Kiki“ S. Camarena Salazar (* 26. Juli 1947 in Mexicali, Mexiko; † 9. Februar 1985 in La Angostura, Michoacán) war ein mexikanisch-US-amerikanischer Agent der US-Drug Enforcement Administration (DEA), der während der Ausübung seines Dienstes ermordet wurde. Sein Tod löste starke Spannungen zwischen den US-Justizbehörden und der mexikanischen Regierung aus.

## Leben
Er trat 1974 in die DEA ein. 1981 wurde er nach Guadalajara versetzt, wo er bis zu seiner Ermordung am 9. Februar 1985 als verdeckter Agent der DEA im Dienst stand. Ihm war es gelungen, das Vertrauen des mexikanischen Drogenbosses Rafael Caro Quintero, eines der Gründer des Guadalajara-Kartells, zu gewinnen. Er erhielt von ihm Informationen über den Drogenanbau und -handel. Gestützt auf seine Angaben stürmten mexikanische Soldaten im November 1984 die mehrere hundert Hektar umfassende Ranch El Bufalo im Bundesstaat Chihuahua. Sie stellten dabei mehrere tausend Tonnen Marihuana sicher. Nachdem die Drogenbosse die Tarnung des DEA-Agenten durchschaut hatten, wurde Camarena am 7. Februar 1985 entführt und 30 Stunden lang gefoltert, wobei ihm Drogen verabreicht wurden, um ihn bei Bewusstsein zu halten. Am 9. Februar wurde er getötet. Seine Leiche fand man am 5. März 1985. Auf enormen politischen Druck der US-Regierung wurden Rafael Caro Quintero am 5. April 1985 und Ernesto Fonseca Carrillo am 7. April 1985 von den mexikanischen Sicherheitsbehörden verhaftet. Die DEA startete am 3. Mai 1985 auf mexikanischem Territorium die „Operation Leyenda“, um die Ermordung ihres Agenten selbst zu untersuchen.

## Rezeption
- Im halbfiktionalen Thriller Tage der Toten von Don Winslow bildet die Affäre rund um Enrique Camarena einen Schwerpunkt.
- Die dreiteilige Miniserie Das Camarena-Komplott basiert auf einer Geschichte über die letzten Tage von Enrique Camarena.[4]
- In der Serie Narcos über den Aufstieg von Pablo Escobar wird Camarenas Geschichte kurz aufgegriffen. Seit dem 16. November 2018 widmete der Pay-TV-Anbieter Netflix einen Spin-off namens Narcos: Mexico, in der die Ermittlungen durch Camarena Anfang der 1980er Jahre erzählt und dargestellt werden.
- Im Jahr 2020 wurde auf Prime Video die Mini-Serie The Last Narc veröffentlicht, welche die Thematik als Dokumentation aufgreift.